# 帕邁拉環礁
巴尔米拉环礁（英語：Palmyra Atoll，/pælˈmaɪrə/），又称巴尔米拉岛，是北莱恩群岛的组成部分（位于金曼礁东南、基里巴斯以北）。它几乎位于夏威夷群岛正南方，大致介于夏威夷与美属萨摩亚之间三分之一的位置。其东北方向距北美洲约3300英里（5300公里），西南方向距新西兰同样距离，这使该环礁大致处于太平洋中心地带。陆地面积 4.6平方英里（12平方公里），拥有约9英里（14公里）的沿海礁岸线。这里有一处名为“西泻湖”的船舶锚地，可通过一条狭窄的人工航道从海上进入；岛上还有一条旧的简易机场。二战期间，这里曾被改建为海军航空站数年，用于训练和补给加油。1941年12月，在珍珠港事件数日后，该环礁遭到潜艇炮击，但并非重大战役发生地。随着时间推移，帕尔米拉环礁的许多小岛已合并，因此实际连续陆地面积会随潮汐和沙洲位置变化而变化。例如，斯特朗岛、门格岛和库珀岛现已连成一片。此外，环礁上分布着众多浅滩和珊瑚礁头，整体由珊瑚礁环绕。
它是莱恩群岛中位置第二靠北的岛屿，也是该群岛中三座美国岛屿之一（另外两座为贾维斯岛和金曼礁）。帕尔米拉环礁隶属于“太平洋岛屿遗产海洋国家纪念碑”， 这片区域是世界上最大的海洋保护区。环礁由陆地、珊瑚礁以及淹没于水下的沙洲组成，三座泻湖被珊瑚礁分隔开来。西部礁坪是最大的陆架珊瑚礁之一，面积达2×3英里（3.2×4.8公里）。帕尔米拉环礁栖息着超过150种珊瑚，是夏威夷记录数量的两倍。
帕尔米拉环礁没有永久居民，但长期有源源不断的临时工作人员和访客，从事科研、旅游以及海洋科学、勘测工作等项目。它作为 “合并建制未组织领土”（目前此类领土中唯一的一个），由美国内政部下属的鱼类及野生动物管理局管辖。该区域的临时人口数量在4至25人之间浮动，包括受雇于美国政府各部门和“自然保护协会”的工作人员与科学家，以及“帕尔米拉环礁研究联盟”的轮换学者。环礁的水下部分由内政部岛屿事务办公室负责管理 。
2000年，自然保护协会以3000万美元（2100万英镑）的价格，从富拉德-利奥家族手中购得环礁上的大部分土地，仅排除霍姆岛及可能的桑德岛。

## 地理
该环礁由广阔的珊瑚礁、三座浅泻湖以及众多覆盖着植被的沙洲、礁岩小岛和沙坝组成──植被主要包括椰子树、草海桐和高大的腺果藤树。
许多小岛相互连接，而西部的沙岛与两座霍姆岛、北部的鹌鹑岛、三声夜莺岛、邦克岛，以及东部的东岛、蕨岛、鸟岛和巴伦岛则未连接。最大的岛屿是北部的库珀岛，其次是南部的考拉岛。北部的岛链由斯特朗岛、库珀岛（或称库珀–门格岛，因原库珀岛与门格岛于1940年合并）、航空岛、鹌鹑岛、三声夜莺岛、邦克岛组成，向东延伸至东岛、帕帕拉岛和鹈鹕岛，向南则顺时针分布着鸟岛、霍莱岛、工程师岛、唐纳雀岛、海洋岛、考拉岛、天堂岛、霍姆岛群和沙岛。
帕尔米拉环礁位于萨摩亚时区（UTC−11:00），与美属萨摩亚、中途岛、金曼礁和贾维斯岛处于同一时区。

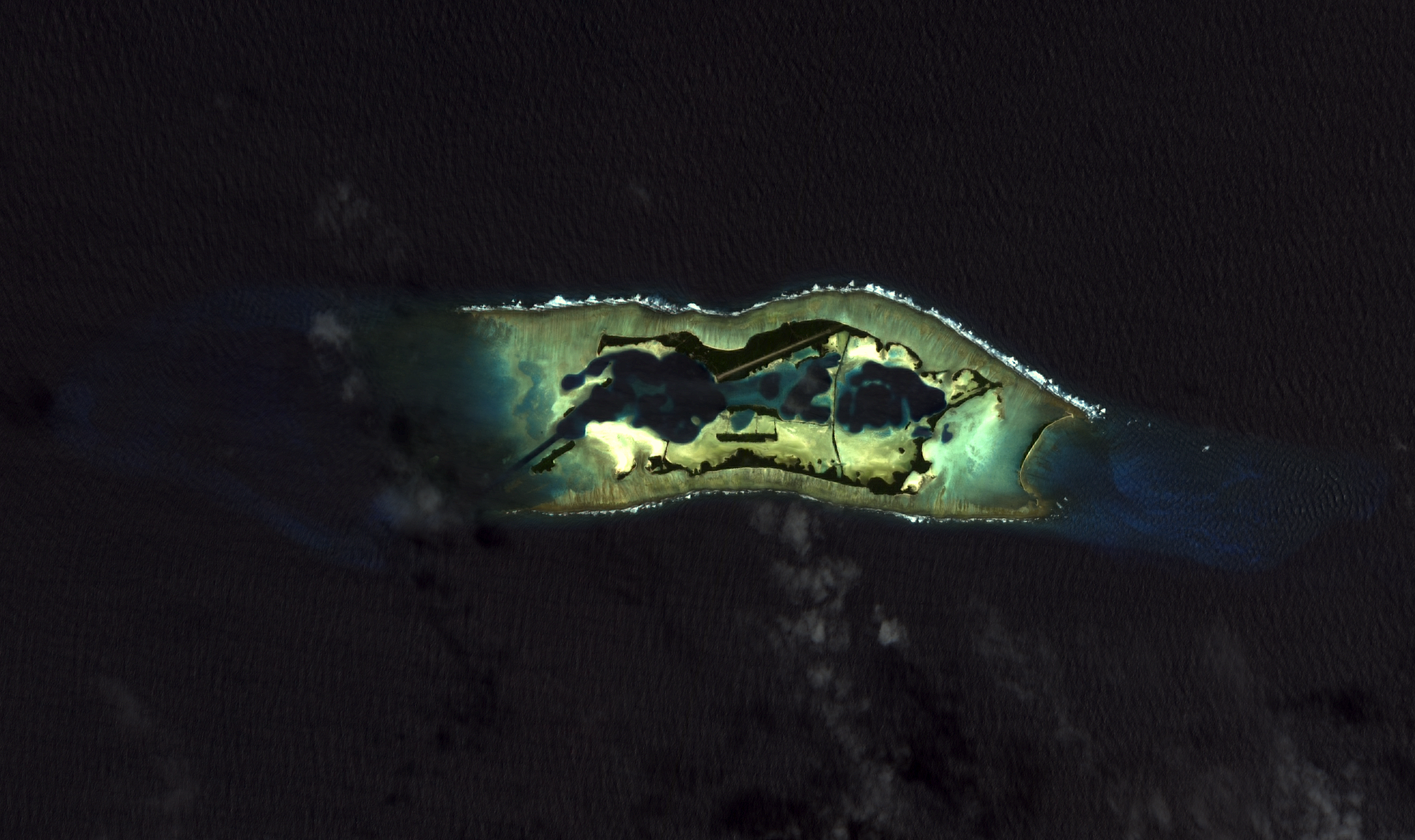
帕尔米拉环礁2010年卫星图像

### 美国合并建制领土
在“岛屿案件”中，美国最高法院判定，合并建制领土是美国的组成部分，而非单纯的属地。作为合并建制领土的帕尔米拉环礁是美国本土最南端，其最南岸位于北纬5度52分15秒。尽管美属萨摩亚等美国控制的领土（包括最南端的罗斯环礁）地处更南，但它们并非合并建制领土 。

### 气候
年平均降雨量约为175英寸（4400毫米），全年平均气温85华氏度（29摄氏度）。该环礁几乎拥有全球最高的海洋性指数（即气候受海洋影响的程度），且昼夜温差和年温差为全球最小的地区之一。瑙鲁的夜间温度更为稳定（每月平均77华氏度／25摄氏度），降水分布也更均匀。

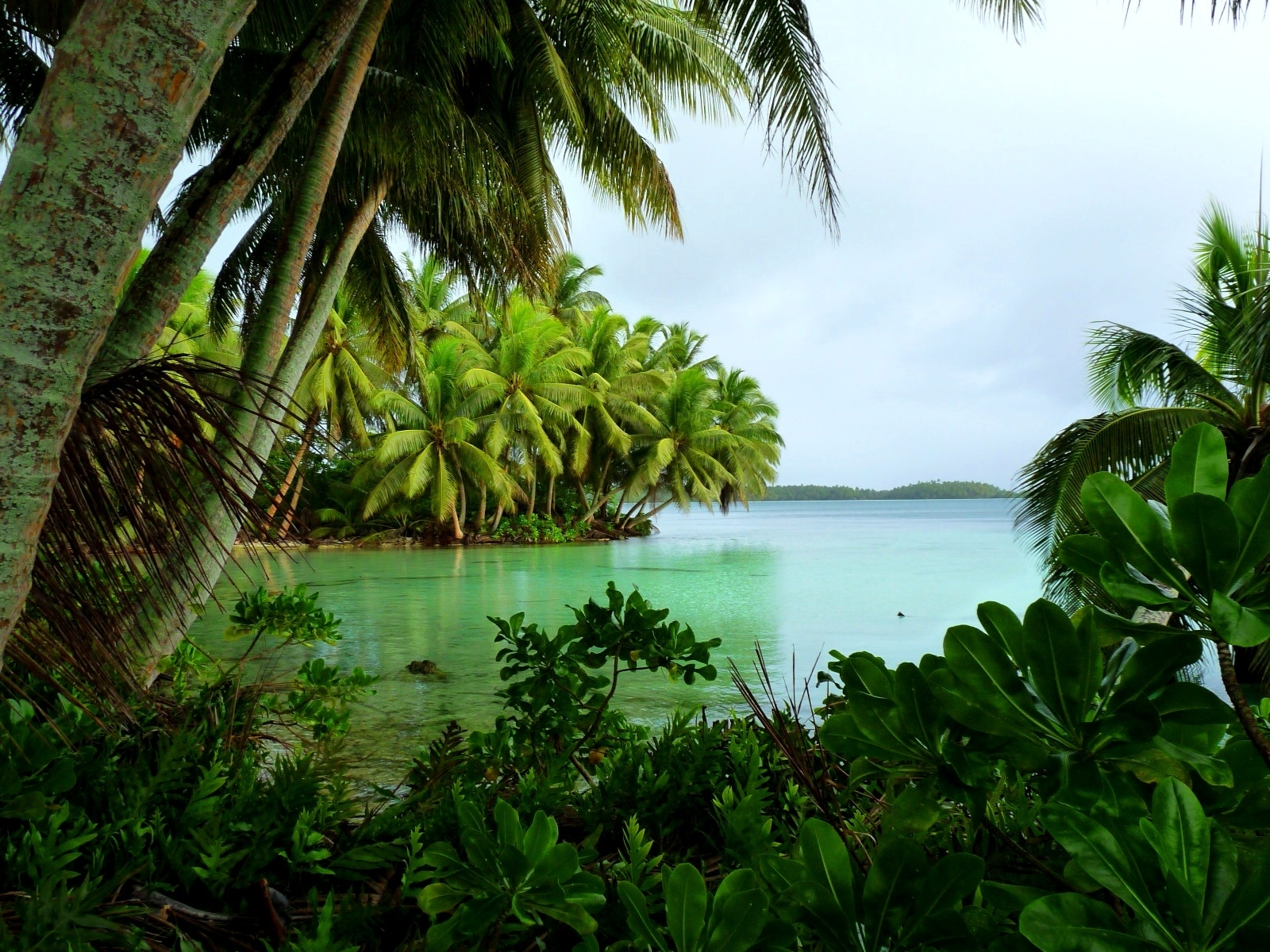
帕尔米拉环礁斯特朗岛上的椰子树

| 帕尔米拉环礁气候数据      | 帕尔米拉环礁气候数据 | 帕尔米拉环礁气候数据 | 帕尔米拉环礁气候数据 | 帕尔米拉环礁气候数据 | 帕尔米拉环礁气候数据 | 帕尔米拉环礁气候数据 | 帕尔米拉环礁气候数据 | 帕尔米拉环礁气候数据 | 帕尔米拉环礁气候数据 | 帕尔米拉环礁气候数据 | 帕尔米拉环礁气候数据 | 帕尔米拉环礁气候数据 | 帕尔米拉环礁气候数据 |
| 月份                      | 1月                  | 2月                  | 3月                  | 4月                  | 5月                  | 6月                  | 7月                  | 8月                  | 9月                  | 10月                 | 11月                 | 12月                 | 年                   |
| ------------------------- | -------------------- | -------------------- | -------------------- | -------------------- | -------------------- | -------------------- | -------------------- | -------------------- | -------------------- | -------------------- | -------------------- | -------------------- | -------------------- |
| 日平均最高气温°C (°F)     | 28.9 (84.0)          | 28.3 (83.0)          | 28.9 (84.0)          | 29.4 (85.0)          | 29.4 (85.0)          | 29.4 (85.0)          | 29.4 (85.0)          | 29.4 (85.0)          | 30.0 (86.0)          | 29.4 (85.0)          | 29.4 (85.0)          | 29.4 (85.0)          | 29.3 (84.8)          |
| 日平均气温°C (°F)         | 26.7 (80.0)          | 26.1 (79.0)          | 26.7 (80.0)          | 27.2 (81.0)          | 27.2 (81.0)          | 27.2 (81.0)          | 27.2 (81.0)          | 26.7 (80.0)          | 27.2 (81.0)          | 27.2 (81.0)          | 26.7 (80.0)          | 27.2 (81.0)          | 26.9 (80.5)          |
| 日平均最低气温°C (°F)     | 24.4 (76.0)          | 23.9 (75.0)          | 24.4 (76.0)          | 25.0 (77.0)          | 25.0 (77.0)          | 25.0 (77.0)          | 25.0 (77.0)          | 24.4 (76.0)          | 25.0 (77.0)          | 25.0 (77.0)          | 24.4 (76.0)          | 25.0 (77.0)          | 24.7 (76.5)          |
| 平均降雨量（毫米／英寸）  | 340 (13.3)           | 220 (8.5)            | 250 (9.8)            | 190 (7.3)            | 310 (12.1)           | 420 (16.6)           | 430 (17.1)           | 510 (20.1)           | 280 (10.9)           | 250 (10.0)           | 360 (14.3)           | 520 (20.3)           | 4,080 (160.3)        |
| 平均降雨天数              | 14.5                 | 12.3                 | 15.3                 | 11.8                 | 17.2                 | 17.9                 | 20.2                 | 19.8                 | 13.6                 | 14.3                 | 14.5                 | 16.5                 | 187.9                |
| 数据来源：Weatherbase.com |                      |                      |                      |                      |                      |                      |                      |                      |                      |                      |                      |                      |                      |

### 官方名称
尽管帕尔米拉是一座由多个小岛组成的珊瑚环礁，而非单一岛屿，但自1802年首次有人造访以来，它一直被称为“帕尔米拉岛”。近年来，出于某些目的，它也被称作“帕尔米拉环礁”。1959年起国会保留的联邦领土名称为“帕尔米拉岛”，但该领土内的国家野生动物保护区官方名称为“帕尔米拉环礁”，对应的“太平洋岛屿遗产海洋国家纪念碑”分区名称亦然 。正式地契、租约及联邦土地政令中均称其为“帕尔米拉岛”。此外，环礁上的各小岛也以“岛”命名，如考拉岛、库珀岛等。最大的单一岛屿是位于泻湖北侧的库珀岛。

### 政治地位
帕尔米拉是美国的合并建制领土（自1959年以来唯一的此类领土），这意味着它受美国宪法所有条款约束，并永久处于美国主权之下。帕尔米拉仍为未组织领土。自1959年夏威夷州成立以来，国会从未通过法案明确其治理方式。唯一相关的联邦法律是《夏威夷综合法案》（第86–624号公共法案，1960年7月12日，《美国法典》第74卷第411页），赋予总统通过指定机构或亲自管辖帕尔米拉的权力。1961年10月10日生效的第10967号行政命令规定，内政部负责其民事管理中所有行政、立法和司法事务。
由于该地无永久居民，治理问题通常无实际意义。库珀岛及环礁上其他10处地块由“自然保护协会”所有，并作为自然保护区管理。最西南侧的小岛（包括霍姆岛）归前帕尔米拉所有者亨利·欧内斯特·库珀（Henry Ernest Cooper）的后裔及其他私人所有，其余陆地和水域均为联邦管辖范围，由美国鱼类及野生动物管理局负责。因帕尔米拉无州或地方政府，除部分水下区域由内政部岛屿事务办公室管理外，其余均由鱼类及野生动物管理局从檀香山直接管辖。在所有其他事务中，帕尔米拉被列为美国“次要外围岛屿”，不属于美国关税领土，因此不征收关税。
帕尔米拉土地于1912年在夏威夷土地法院登记。1959年，除帕尔米拉外的原夏威夷联邦领土并入夏威夷州，夏威夷土地法院转为州法院，失去对帕尔米拉土地的管辖权。此后，帕尔米拉的土地文件需在檀香山联邦法院备案或登记。

## 经济
帕尔米拉目前唯一的经济活动是自然保护协会（TNC）捐赠者的付费生态旅游。大部分道路和堤道建于二战时期，如今大多已无法使用且杂草丛生，岛屿间的多数堤道和填海区出现了被海水冲毁的缺口。库珀岛上一条2000码长（1800米）的未铺设简易机场，是二战前及战争期间为帕尔米拉岛海军航空站修建的。

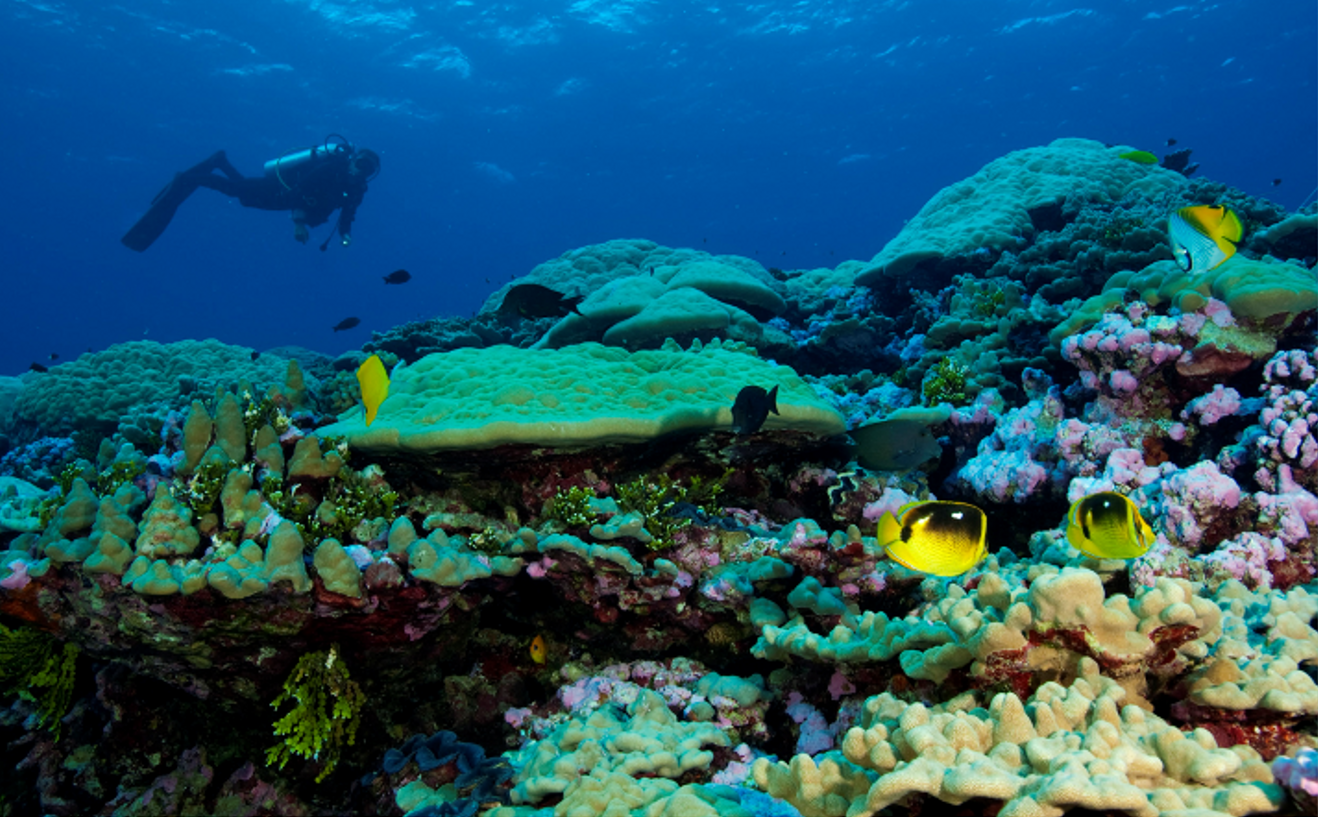
潜水员探索帕尔米拉的珊瑚

## 机场
1938年，美国海军对该区域的机场建设进行了初步勘测。首批开始施工的海军部队于1939年11月14日从檀香山启航。跑道由碎珊瑚铺设而成，并在二战期间进行了扩建。二战期间，美国海军工程营（Naval Construction Battalion）疏浚了一条航道，使船只能够进入受保护的泻湖，并通过推土机将珊瑚碎块推成一条长长的未铺设简易跑道，供跨太平洋补给飞机在空军基地加油。1942年1月16日，来自夏威夷的 6架波音B-17“飞行堡垒”轰炸机部署至此，由小沃尔特·C·斯威尼中校（Lt. Col. Walter C. Sweeney Jr.）指挥，隶属于夏威夷空军第 8 特遣队。海军陆战队VMF-211中队的飞行员也曾使用该机场。二战期间，环礁上还修建并使用了另外两条跑道，分别位于门格岛（Meng Island）和沙岛（Sand Island），如今这些跑道已被植被覆盖，逐渐回归丛林。美国空军对主机场的维护一直持续到1961年。
这条简易跑道至今仍保留着，但需事先获得许可或在紧急情况下方可使用。

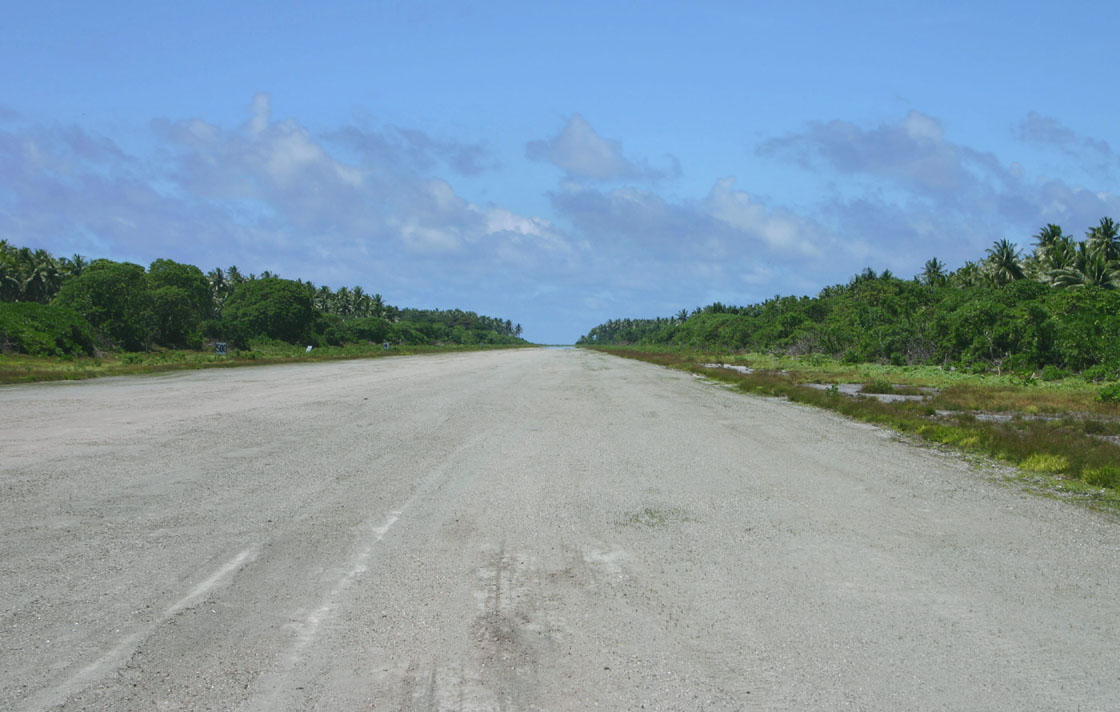
库珀小岛上的帕尔米拉简易机场

## 历史

### 首次发现记录

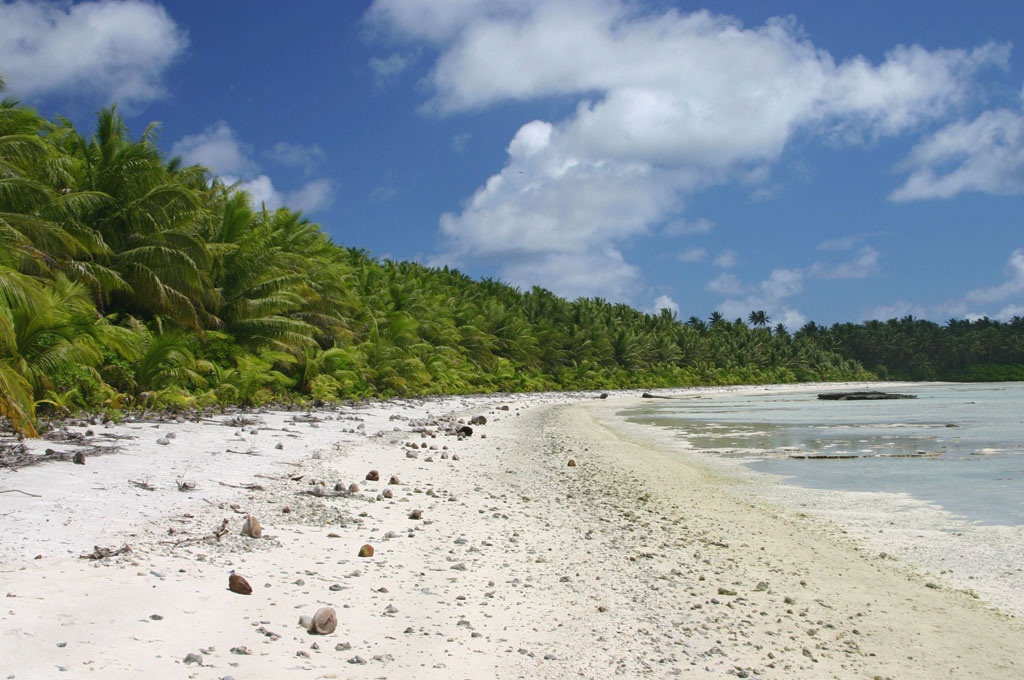
帕尔米拉北滩

根据康涅狄格州斯托宁顿船长埃德蒙·范宁（Edmund Fanning）的回忆录，帕尔米拉环礁的首次已知目击记录可追溯至1798年，当时美国捕海豹船“贝齐号”（Betsy）在驶往亚洲的航行中经过此地。范宁写道，他此前夜间三次醒来，第三次后将其视为预兆，命令 “贝齐号” 整夜停航。次日清晨，船只恢复航行，但仅行驶约1海里后，他认为自己看到了后来被称为帕尔米拉岛的礁石。若船只在夜间继续航行，可能已触礁失事。然而，范宁声称发现帕尔米拉的说法受到质疑，理由是他当时仅抵达 34 英里（55公里）外的金曼礁，绝无可能从该距离看到帕尔米拉。1803年7 月29日，巴尔的摩《电讯与每日广告报》（The Telegraphe and Daily Advertiser）第三版似乎直接引用了范宁的日志：“我们从桅杆顶端看到浅滩（金曼礁）南侧有陆地，但雾气朦胧，无法确定。” 这与范宁1833年书中的描述相矛盾，他在提及金曼礁时写道：“我爬上桅杆，借助望远镜清楚看到礁群南侧远处的陆地。”
1802年11月7日，科尼利厄斯·索尔船长（Cornelius Sowle，有时拼写为 “Sawle”）指挥的 “帕尔米拉号”（Palmyra）在该礁石群触礁失事，环礁由此得名。由于礁石群中缺乏可供船只通行的航道，此地从未有过永久定居点。环礁上尚未进行考古调查，因此欧洲人抵达前是否有人类居住仍存疑。目前，帕尔米拉未发现任何marae（波利尼西亚神庙）、玄武岩文物，或1802年前波利尼西亚人、密克罗尼西亚人及其他前欧洲原住民定居的证据。索尔船长发现环礁时曾写道：

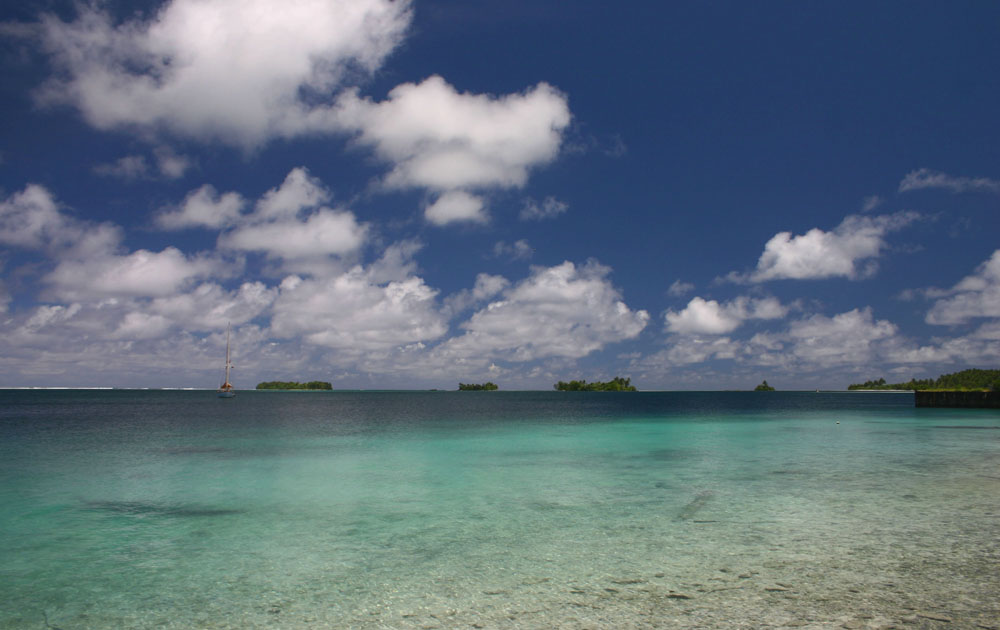
帕尔迈拉泻湖

“岛上无人居住，也未找到淡水，但盛产体型硕大的椰子，大量成群的鱼类环绕在岛屿周围。”

#### 帕尔米拉泻湖与沙洲小岛
19至20世纪，太平洋地区流传着一则传说：一批来自秘鲁总督区的黄金、白银和宝石宝藏（有时被描述为印加宝藏）遭掠夺后，于1816年1月1日由船员在秘鲁卡亚俄港秘密装上“埃斯佩兰萨号”（Esperanza），启程前往西班牙西印度群岛。
据幸存者水手詹姆斯·海因斯（James Hines）所述，“埃斯佩兰萨号”遭遇风暴，桅杆被毁、船体受损。随后，海盗登船袭击，将宝藏和幸存船员转移到自己的船上。“埃斯佩兰萨号”沉没，海盗及其俘虏向西横跨太平洋，驶往澳门。
43天后，海盗船遭遇风暴，迷失航向，撞上帕尔米拉岛周边的珊瑚礁，桅杆断裂。船上90人将船拖向陆地，但船只已无法航行。他们将宝藏卸下运至岛上，部分分赃，其余埋藏。修复了一艘小船后，大部分人乘船离开，此后音讯全无。剩下的10人在帕尔米拉岛生活了近一年，依靠日益减少的补给和当地食物为生。他们花了三个月建造一艘逃生小艇，6人乘艇离开。途中，4人被风暴卷落海中，剩余2人被一艘驶往旧金山的美国捕鲸船救起，其中一人在途中死亡。幸存者詹姆斯·海因斯被送往医院，30天后去世。

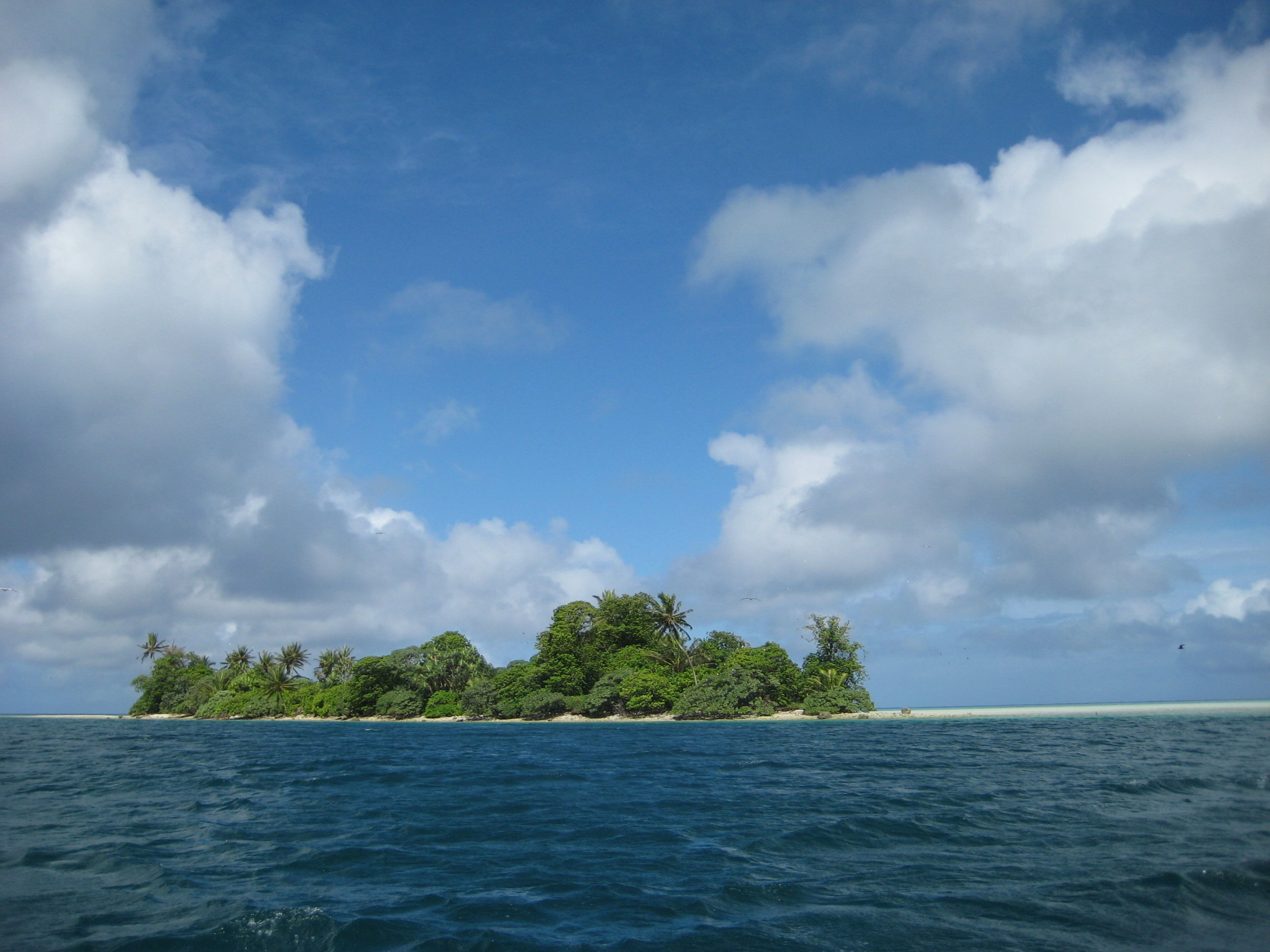
巴尔米拉的沙洲与小岛

海因斯死前写信描述了事件经过及宝藏位置──宝藏最初包括150万西班牙金币和价值相当的白银（可能包含哥伦布发现美洲前的艺术品）。约1903年，一名前往所罗门群岛的水手将信件交给火奴鲁鲁港务长威廉・R・福斯特（William R. Foster）保管，但该水手未归。福斯特将信件在铁箱中保存20年后，向一名记者透露，相关细节得以公开。1903年和1914年，火奴鲁鲁的 F・D・沃克船长（Capt. F. D. Walker）发表了与此矛盾的故事版本。1997年，威廉・A・沃伦（William A. Warren）就环礁附近沉没的船只提出联邦打捞索赔，称其载有 “埃斯佩兰萨号” 宝藏，但在当时帕尔米拉大部分土地的所有者富拉德–利奥家族（Fullard-Leos）提出法律异议后，他放弃了索赔。
“埃斯佩兰萨号”与“圣罗莎号”（Santa Rosa，传说中曾寻获宝藏并返回火奴鲁鲁的船只）的传说启发了杰克·伦敦（Jack London）的短篇小说《阿洛伊修斯・潘克本的骄傲山羊》，该作品作为伦敦“大卫・格里夫”系列故事之一，发表于《星期六晚邮报》。

### 美国的探访
1842 年，美国 “海豚号”（USS Porpoise）作为查尔斯·威尔克斯（Charles Wilkes）率领的美国探险考察队（1838–1842）的一部分造访了该环礁，这是科学考察队首次到访帕尔米拉。考察队收集了当地动植物的各种活体样本。威尔克斯在记录美国探险考察队发现的第23卷报告中提及帕尔米拉时，提到了当时岛上有 “未明确说明的居民”：
“这座岛屿有人居住⋯⋯遗憾的是，所有这些孤立的岛屿未能都得到我国船只的探访，也未能与他们保持友好往来。遭遇海难的水手或许能从这些‘粗陋居民’处获得帮助，仅此一点便值得我们花费时间、精力和成本进行此类探访。”
1859 年，阿尔弗雷德·本森（Alfred Benson）和纵帆船 “约瑟芬号”（Josephine）上的格里特·P·贾德博士（Dr. Gerrit P. Judd）依据 1856 年《鸟粪岛法案》宣称帕尔米拉环礁归美国所有，但因岛上无鸟粪可开采，相关宣称最终被放弃。

### 夏威夷王国对帕尔米拉的吞并（1862 年）
1862年2月26日，夏威夷国王卡美哈梅哈四世（King Kamehameha IV）任命两位夏威夷公民──泽纳斯・本特船长（Captain Zenas Bent）和约翰逊・贝斯威克・威尔金森（Johnson Beswick Wilkinson）──代表王国接管帕尔米拉环礁。4月15日，帕尔米拉正式并入夏威夷王国版图，本特与威尔金森成为联合所有者。
在随后的一个世纪里，帕尔米拉的所有权经历多次转手。1862年12月
25日，本特将其权益出售给威尔金森。威尔金森去世后，其遗孀卡拉玛·威尔金森（Kalama Wilkinson）继承了帕尔米拉。1885年，卡拉玛的四名继承人分割了环礁权益，其中两人将份额转售给威廉·路德·威尔科克斯（William Luther Wilcox），后者又将其出售给太平洋导航公司（Pacific Navigation Company）。1897 年，该公司清算后，权益先后转让给火奴鲁鲁居民威廉·安塞尔·金尼（William Ansel Kinney）和弗雷德・温登伯格（Fred Wundenberg）。
此外，威尔金森家族的另一位继承人将份额留给其子威廉·林格（William Ringer Sr.），后者通过购买叔祖父的份额，最终持有环礁三分之一的未分割权益。
值得注意的是，1889年英国皇家海军 “鸬鹚号”（HMS Cormorant）的指挥官尼科尔斯（Commander Nichols）在不知情的情况下宣称帕尔米拉归英国所有，但夏威夷的主权主张已先于此发生。1898年美国吞并夏威夷后，帕尔米拉随之成为美国领土的一部分，但 1959年夏威夷州成立时，该环礁未被纳入州界，最终由自然保护协会（The Nature Conservancy）和美国鱼类及野生动物管理局（U.S. Fish and Wildlife Service）共同管理。

### 美国夏威夷领地的一部分（1900–1959 年）
1898年，美国通过《纽兰兹决议》吞并夏威夷共和国（前身为夏威夷临时政府），帕尔米拉环礁随其一同被纳入美国领土。国会随后通过法案（1900年4月30日法案，第339章，第4–5条）将包括帕尔米拉在内的整个夏威夷定为美国 “合并建制领土”，正式确立其地位。1900年6月14日，帕尔米拉正式成为新设立的美国夏威夷领地的一部分。
随着巴拿马运河即将开通，帕尔米拉作为太平洋枢纽的战略地位愈发凸显。当时英国已在附近的范宁岛为 “全红线” 海底电缆系统设立了中继站，这促使美国采取行动。1912年2月21日，美国海军“西弗吉尼亚号”抵达帕尔米拉，正式重申美国对该环礁的主权。
1909年，威廉·林格先生去世，留下妻子和三个未成年的女儿。
1911年6月12日，温登伯格的遗孀将其在帕尔米拉环礁作为共有人持有的三分之二未分割权益，出售给法官亨利·欧内斯特・库珀（1857–1929）。
1912年，库珀从林格女儿们的法定监护人手中购得她们的继承份额，并申请将整个帕尔米拉的托伦斯土地所有权登记在自己名下。经过法律诉讼，夏威夷最高法院裁定，库珀对环礁的所有权需让渡林格遗孀此前出售给亨利·毛伊和约瑟夫·克拉克的权益。根据美国最高法院1947年的判决，毛伊和克拉克的权益已被分割，其中三分之一于1912年转让给火奴鲁鲁的贝拉·琼斯，剩余部分由其继承人继承。

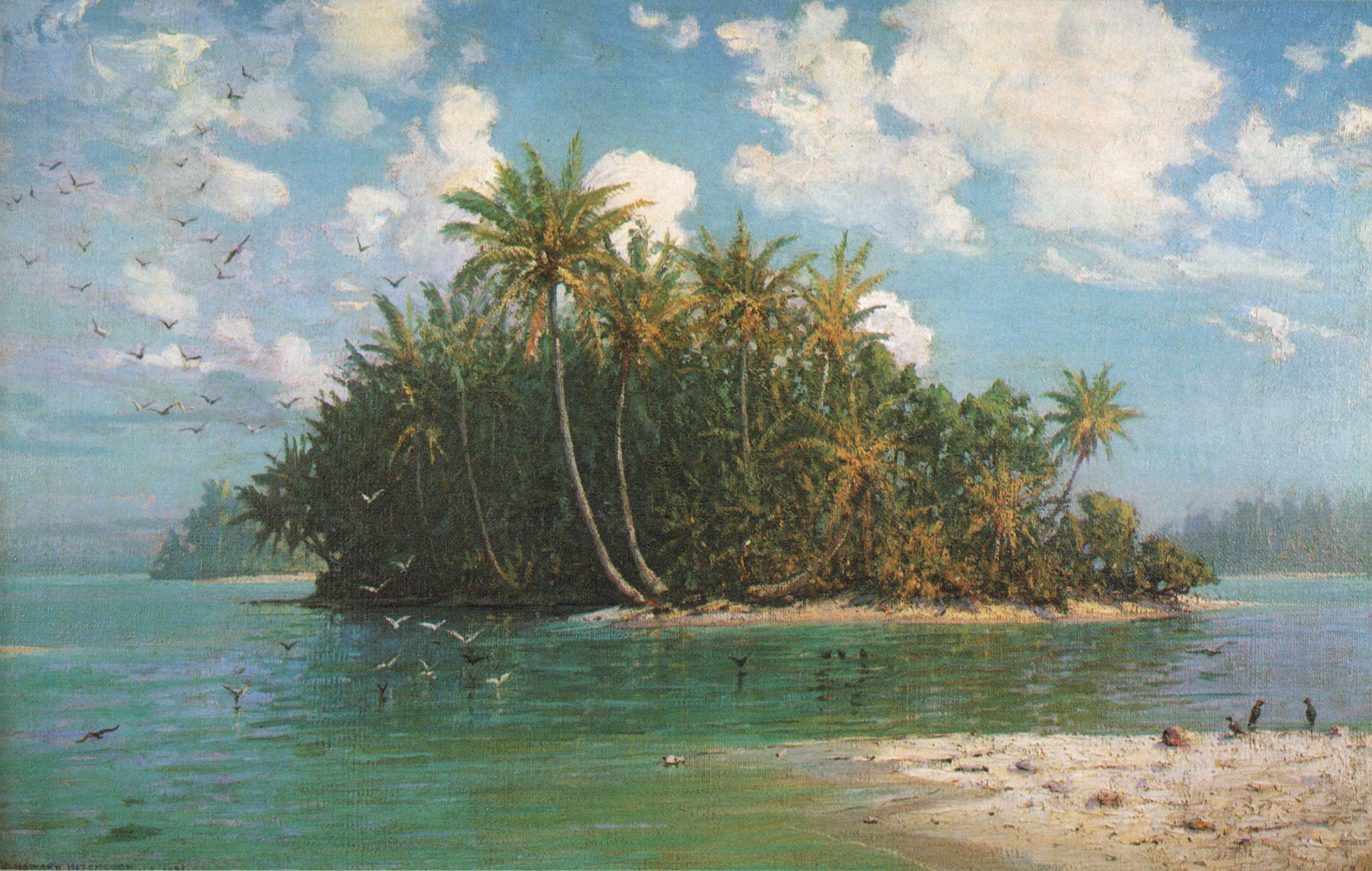
《巴尔米拉》，D·霍华德·希区柯克，1923年

1913 年 7 月，库珀与科学家小查尔斯・蒙塔古・库克、约瑟夫・F・洛克一同造访该岛，后者撰写了对环礁的科学描述。植物学家洛克于1913年发现了一种独特的椰子树，经棕榈专家奥多阿尔多・贝卡里鉴定为Cocos nucifera palmyrensis（贝卡里），其果实是世界上最大、最长且横截面最呈三角形的椰子品种，仅存于帕尔米拉。（其最接近的近亲品种仅见于遥远的印度洋尼科巴群岛。）1914年，这些 “巨型椰子” 与夏威夷艺术家D・霍华德・希区柯克绘制的帕尔米拉画作一同在火奴鲁鲁展出，希区柯克曾随库珀到访该岛。
1921年9月，作为美国全国性“更好记录沿海及外围领土”计划的一部分，一支海军小分队被派往帕尔米拉，对环礁进行首次航空勘测。海军药剂士 M・L・斯蒂尔记录了此行：
“访问期间天气宜人，小分队在岛上停留两天，正值飞行的绝佳时机，得以拍摄精彩的航拍照片。指挥官和飞行员执行了多次飞行任务，官方摄影师也充分发挥了专长。”
当时，帕尔米拉上有三名美国定居者：威廉·孟上校、他的妻子以及小埃德温·本纳。运送飞机和摄影设备的美国海军“鹰40号”摩托艇破例违反海军规定，搭载孟夫人返回火奴鲁鲁就医──她难以适应帕尔米拉的孤立环境和艰苦条件。
1922年8月19日，库珀以1.5万美元（相当于2024年的28.1779万美元）将环礁大部分权益（除两座小岛外）出售给莱斯利和埃伦·富拉德–利奥夫妇。两人成立 “帕尔米拉椰干公司”，开发环礁上的椰子资源。他们的三个儿子（包括演员莱斯利·文森特）此后继续持有所有权，但在1939至1945年二战前后，环礁经历了美国海军的军事管理与建设。2000年，自然保护协会以3000万美元（相当于2024年的5477.6812万美元）从富拉德–利奥家族手中购得帕尔米拉环礁的大部分权益。

### 美国海军基地及战后时期（1939 - 1959年）
二战初期，在一些法律问题解决后，巴尔米拉环礁被建成太平洋上的军事基地。由于美国西部领土失守，该岛身处太平洋前线，因此加强了防御工事。战争初期，它曾遭到一次炮击，但随着美军战事顺利，该岛后来用于补给燃料和军事训练。二战结束后，巴尔米拉环礁重新归私人所有，海军基地大多被拆除。
二战后的几十年里，一些回忆录、报告和非官方文件称，1934年，作为第6935号《行政命令》的一部分，巴尔米拉被置于海军管辖之下。然而，该命令中并未以任何形式提及巴尔米拉。1997年《岛屿地区报告》中提到，1939年美国司法部长的一封信首次正式提及巴尔米拉归海军管辖，信中判定 “巴尔米拉是美国公有土地，富拉德 - 利奥的主张无效。参议院报告第83 - 886号，第37页”。 这一判定后不久，罗斯福总统发布了第8616号《行政命令》，正式 “将夏威夷领地的巴尔米拉岛置于海军部长的控制和管辖之下”。
从1937年开始，富拉德 - 利奥家族就开始尝试将巴尔米拉环礁租给美国海军。在谈判过程中，政府针对富拉德 - 利奥家族以及亨利·欧内斯特·库珀在世的六个子女提起了“产权确认”诉讼，声称巴尔米拉环礁的土地在夏威夷王国时期及之后从未归私人所有。此案上诉至美国最高法院。《岛屿地区报告》称：“二战期间该诉讼悬而未决之时，海军进驻了巴尔米拉环礁，并修建了一条跑道和几座建筑。”富拉德 - 利奥家族和库珀家族最终在“美国诉富拉德 - 利奥等人案”（《美国最高法院判例汇编》第331卷，第256页，1947年）中胜诉，法院确认其土地所有权有效，对抗联邦政府，支持私人土地所有者。该判决承认了亨利·毛伊和约瑟夫·克拉克的某些权益（《美国最高法院判例汇编》第331卷，第256页，第278页），但他们的继承人和继任者贝拉·琼斯夫人并未成为该案的当事人。截至2007年，亨利·库珀的后代仍拥有位于西南端的两座小型家园小岛，这两座小岛在1922年并未出售。
1938年7月，内政部长哈罗德·L·伊克斯致信罗斯福总统，恳请他不要将巴尔米拉岛移交给美国海军用作军事基地。引用他的信，他写道，
……海军部计划将该岛作为空军基地进行收购和开发。我们的代表已研究了巴尔米拉岛及南太平洋其他岛屿的情况，据他们报告，若将这片弹丸之地用作海军部的空军基地，即便不会完全毁掉该岛，但无疑会破坏大部分使其成为我国在科学和景观方面最为独特的领地之一的因素。
这封信未能奏效，基地建设计划继续推进。
1941年2月14日，罗斯福发布第8682号行政命令，在中太平洋领土设立海军防御区。该公告设立了“巴尔米拉岛海军防御海域”，涵盖了环礁周围最高潮位线与三英里海洋边界之间的领海。还设立了“巴尔米拉岛海军空域保留区”，限制进入该地区的空域。除非得到海军部长的授权，否则只有美国政府船只和飞机可以进入巴尔米拉环礁的海军防御区。1941年8月15日，海军接管了该环礁，用作巴尔米拉岛海军航空站。从1939年11月到1947年，该环礁有常驻的联邦政府代表和岛屿指挥官。1941年，该环礁遭到一艘日本潜艇炮击，但没有造成重大破坏或人员伤亡。政府对地形进行了大规模改造。它炸开并疏浚了一条从公海通向西湖的航道，西湖此前完全被岛屿和珊瑚礁包围，在1941年5月15日航道开通之前无法通航。它用堤道连接各个岛屿，建造新岛屿，并用疏浚的珊瑚废料扩建现有岛屿，包括库珀岛上的主跑道、一条名为沙岛的紧急跑道（通过堤道与霍姆岛相连）以及两座未完工的人工跑道岛。这些改造阻断了环礁的水流，据信对泻湖的自然生态造成了严重破坏。

#### 太平洋战争
1941年12月，日本帝国向美国和英国宣战。它在亚洲和太平洋地区发动袭击与侵略，使美国卷入了第二次世界大战。在这种背景下，日本帝国海军的伊-75号潜艇于1941年12月24日炮击了海军航空站。该潜艇于格林尼治民用时间04:55开火，用甲板炮发射了12发120毫米（4.7英寸）炮弹，目标是环礁上的无线电台，其中一枚炮弹击中了停泊在泻湖中的美国陆军工程兵团挖泥船“萨克拉门托”号。环礁上的一处5英寸（127毫米）海岸炮兵连进行了还击，迫使伊-75号潜艇下潜并撤离。
尽管美国在战争初期失去了对菲律宾、关岛和威克岛的控制，但随着中途岛战役和瓜达尔卡纳尔岛战役等战役的进行，太平洋战场的局势逐渐扭转。到1944年，西南太平洋的大部分地区已处于盟军控制之下，通过跳岛战术和战略轰炸，日本于1945年投降。战争期间，帕尔米拉基地被海军用于训练和补给燃料。该环礁得到了大规模开发，小岛数量从52个减少到25个。
在“临时酒店”（由海军工程营建造，供前往太平洋战场前线的飞行员使用）的大堂里，挂着一幅描绘宁静岛屿风光的壁画。它是由获得奥斯卡奖提名的艺术指导威廉·格拉斯哥绘制的，他在1943年至1945年期间在陆军服役。然而，不清楚他是何时绘制的这幅画，以及它最终是如何出现在巴尔米拉岛的。
1947年，在与联邦政府打官司后，该基地归为私人所有。
第二次世界大战后，大部分海军航空站被拆除，一些材料被堆放在环礁上焚烧、倾倒进泻湖，或者，对于一些小岛上未爆炸的军械，则留在原地。与其他基地相比，人们对二战期间帕尔米拉岛的行动知之甚少。然而，众所周知，该岛经过了大规模改造。